# Hưng Ninh, Nam Ninh
Hưng Ninh (chữ Hán giản thể: 兴宁区, bính âm: Xīngníng Qū, Hán Việt: Hưng Ninh khu) là một quận tại thành phố Nam Ninh, khu tự trị dân tộc Choang, Quảng Tây, Cộng hòa Nhân dân Trung Hoa. Quận này có diện tích 723 km², dân số năm 2019 là 349.414 người (số có hộ khẩu) và 447.800 người (thường trú).

## Hành chính
Quận này được chia thành các đơn vị hành chính gồm:
- 3 nhai đạo: Dân Sinh, Triều Dương, Hưng Đông.
- 3 trấn: Tam Đường, Ngũ Đường, Côn Lôn.